# Cécile Vogt-Mugnier
Pour les articles homonymes, voir Mugnier et Vogt.
Cécile Vogt-Mugnier, née le 27 mars 1875 à Annecy et morte le 4 mai 1962 à Cambridge (Angleterre), est une neurologue et neuropathologiste franco-allemande.

## Biographie

### Famille
Sa famille est originaire de Haute-Savoie. Elle perd son père à l'âge de deux ans et dès son jeune âge, elle fait preuve d'un caractère indépendant et non conventionnel, ce qui s'était déjà vu dans sa famille puisque sa mère qui avait rompu avec l'Église, avait refusé d'être son témoin de confirmation, se contentant de l'escorter jusqu'à la porte de la cathédrale.

### Formation
Cécile Mugnier fait partie du groupe restreint des premières étudiantes à être admises à la faculté de médecine au début du XXe siècle. Elle est l'élève de Pierre Marie à Bicêtre où elle fait la connaissance de son futur mari, Oskar Vogt. Ce dernier était venu travailler à Paris avec Jules et Augusta Dejerine.
Ses découvertes sur la myélinogénèse ont conduit à son travail de thèse sur les systèmes de fibres dans le cortex cérébral du chat (Étude sur la myélinisation des hémishères cérébraux) et au début de ses recherches sur l'architectonique[Quoi ?].
Elle obtient son doctorat en 1900.

### Carrière médicale
En 1899, Cécile Mugnier épouse Oskar Vogt et le couple déménage à Berlin pour y fonder un institut de recherches neurologiques, la Neurologische Zentralstation qu'ils financent grâce à leur pratique privée. Elle y obtient son diplôme de médecin en 1920. En raison de ses réalisations scientifiques et de son expérience médicale, elle n'est pas tenue de passer des examens ni de suivre l'année de formation pratique.
Cécile Vogt travaille à l'Institut Kaiser Wilhelm de 1919 à 1937 ;  à cette date et devant la pression croissante exercée par le régime nazi à Berlin, la famille Vogt (Cécile, Oskar et leur deux filles Marthe et Marguerite) déménage à Neustadt et y fonde un nouvel institut de recherche. Elle y reste jusqu'à la mort d’Oskar Vogt en 1959, date à laquelle elle rejoint Cambridge où elle vit avec Marthe Vogt jusqu’à son décès en 1962.
Malgré ses réalisations, la carrière et la reconnaissance de Vogt-Mugnier sont restées minimes. Ce n'est qu'entre 1919 et 1937 qu'elle a occupé un poste officiel et rémunéré de scientifique à l'Institut Kaiser Wilhelm. Son poste de cheffe de département correspondait à celui d'un professeur extraordinaire. Cependant, pendant la majeure partie de sa vie, elle a travaillé sans rémunération et a vécu des revenus de son mari. Elle est nommée à treize reprises pour le prix Nobel de médecine et est notamment la première femme nommée pour ce prix en 1922, mais ne l’obtient jamais.

## Vie personnelle
Cécile Mugnier épouse Oskar Vogt en 1899. Le couple a trois filles, Claire, Marthe et Marguerite, qui travaillent un temps dans le même domaine que leurs parents.

## Postérité
Une rue porte son nom à Annecy ; en Allemagne se trouvent deux Cécile-Vogt-Weg à Ratisbonne et Spaichingen.

## Distinctions
- Membre de la société savante Leopoldina[9] à partir de 1932[7]
- Docteur honoris causa des universités de Fribourg, Iéna, et de l’université Humboldt de Berlin[7]

## Pour approfondir